# Schelling-Architekturpreis
Der Schelling-Architekturpreis ist eine  Auszeichnung für Architektur und Architekturtheorie in Deutschland.

## Bedeutung
Der Schelling-Architekturpreis wird im Abstand von zwei Jahren an einen Architekten, eine Architektin, ein Architekturbüro und einen Architekturtheoretiker verliehen. Der Preis ist nach dem deutschen Architekten Erich Schelling benannt. Er wurde 1992 anlässlich der Gründung der von der Schelling-Architekturstiftung erstmals vergeben und würdigt sowohl zukunftsweisende Entwicklungen in der Architektur wie prägnante Leistungen in der Architekturtheorie. Die Initiatoren der Stiftung waren Schellings Witwe Trude Schelling-Karrer und Heinrich Klotz, der damalige Direktor des Deutschen Architekturmuseums in Frankfurt. Im Gegensatz zu anderen Architekturpreisen kann der Preis auch für nicht realisierte Projekte verliehen werden. In den Jahren 2004 bis 2010 wurden zusätzlich Medaillen vergeben. Der Preis ist mit insgesamt 30.000 Euro dotiert.

„Stiftungszweck ist die Förderung und Prämierung zukunftsweisender Entwurfsideen und Projekte, auch solcher, die bisher noch nicht realisiert wurden sowie die Förderung und Prämierung fundierter Beiträge zu Theorie und Geschichte der Architektur.“

Zur Findung der Preisträger wird ein Kuratorium berufen. Diese Jury schlägt seit 2012 für den Architekturpreis drei Architekturbüros vor, die sich am Tage der Preisverleihung öffentlich präsentieren, und wählt den Preisträger.
Eine Bewerbung für die Preise ist nicht möglich.

## Verleihung und Aberkennung 2024
Im Juni 2024 wurde James Bridle von der Jury einstimmig für den Schelling-Architekturpreis für Architekturtheorie ausgewählt. Im November 2024, drei Tage vor der Verleihungszeremonie, erklärte die Stiftung jedoch, dass sie Bridle den Preis wieder aberkannte, da er in The Literary Hub einen Aufruf zum Boykott israelischer Kultureinrichtungen unterzeichnet hatte. Die Stiftung erklärte, sie  respektiere zwar das Recht eines jeden, seine politische Haltung kundzutun, und werfe Bridle auch nicht Antisemitismus vor, doch sie könne nicht mit einem Aufruf zur kulturellen Isolation Israels in Verbindung gebracht werden. Bridle fasst die Entscheidung als klaren Affront auf und sagte: »Auch wenn sie nicht bereit sind, es offen auszusprechen, ist die Entscheidung der Stiftung ein Vorwurf des Antisemitismus, der verabscheuungswürdig ist. Dies gilt insbesondere angesichts der eigenen Geschichte der Organisation.« Der Preis ist nach Erich Schelling benannt, der NSDAP- und SA-Mitglied war und der als Architekt und lehrender Beamter eng mit dem nationalsozialistischen Regime verflochten war.

## Preisträger

### Architektur
- 1992: Coop Himmelb(l)au (Helmut Swiczinsky & Wolf D. Prix)
- 1994: Zaha Hadid
- 1996: Peter Zumthor
- 1998: Sauerbruch Hutton und Busse & Geitner
- 2000: Kazuyo Sejima
- 2002: Sonderveranstaltung zum 10-jährigen Bestehen der Stiftung ohne Preisverleihung
- 2004: Benjamin Foerster-Baldenius (raumlaborberlin)
- 2006: Lacaton & Vassal
- 2008: Jensen & Skodvin
- 2010: Wang Shu und Lu Wenyu (Amateur Architecture Studio)
- 2012: Al Borde Arquitectos
- 2014: Diébédo Francis Kéré
- 2016: Architecten De Vylder Vinck Taillieu (DVVT)
- 2018: Rotor Architects
- 2020: Lina Ghotmeh
- 2022: Sophie Delhay[2]
- 2024: LOLA Landscape Architects, Rotterdam. Publikumspreis an Bas Smets, Brüssel.[3]

### Architekturtheorie
- 1992: Werner Durth
- 1994: Wolfgang Pehnt
- 1996: Nikolaus Kuhnert
- 1998: Stanislaus von Moos
- 2000: Martin Steinmann
- 2002: Sonderveranstaltung zum 10-jährigen Bestehen der Stiftung ohne Preisverleihung
- 2004: Manuel Castells
- 2006: Werner Sewing
- 2008: Friedrich Achleitner
- 2010: Jean-Louis Cohen
- 2012: Kenneth Frampton
- 2014: Juhani Pallasmaa
- 2016: Doug Saunders
- 2018: Keller Easterling
- 2020: Itohan Osayimwese
- 2022: Paola Viganò
- 2024: James Bridle (Preis verliehen und aberkannt)

### Medaillen
Zwischen 2004 und 2010 wurden auch Medaillen vergeben:
- 2004: Nikolaus Bienefeld, Beate Hølmebakk, Andreas Hild
- 2006: Alejandro Aravena, Titus Bernhard, Sergison Bates Architects
- 2008: Jürg Conzett, Richard Kroeker
- 2010: Tom Heatherwick, Knapkiewicz & Fickert (Kaschka Knapkiewicz, Alexander Fickert)

### Nominierungen
Auf die Shortlist kamen ab 2012 folgende Architektinnen, Architekten oder Architekturbüros:
- 2012: AFF Architekten, 6a architects
- 2014: Anna Heringer, Carla Juaçaba
- 2016: Atelier Kempe Thill, Rozana Montiel
- 2018: Aristide Antonas, Bruther (Stéphanie Bru und Alexandre Thériot)
- 2020: Xu Tiantian und Ted'A Arquitectes (Irene Pérez Piferrer und Jaume Mayol Amengual)
- 2022: Sophie Delhay, LaCol Cooperativa, summacumfemmer